# Austrophlebiodes
Austrophlebiodes is een geslacht van haften (Ephemeroptera) uit de familie Leptophlebiidae.

## Soorten
Het geslacht Austrophlebiodes omvat de volgende soorten:
- Austrophlebiodes booloumbi
- Austrophlebiodes decipiens
- Austrophlebiodes marchanti
- Austrophlebiodes porphyrobranchus
- Austrophlebiodes pusillum
- Austrophlebiodes rieki
- Austrophlebiodes unguicularis
- Austrophlebiodes wooroonooran